# Boks na Igrzyskach Pacyfiku i Oceanii 1995
Boks na Igrzyskach Pacyfiku i Oceanii 1995 − 1. edycja igrzysk Pacyfiku i Oceanii, które rozgrywane były w kolumbijskim mieście Buenaventura. Zawody w kategorii boks trwały od 27 czerwca do 1 lipca 1995 r. a zawodnicy rywalizowali w jedenastu kategoriach wagowych.

## Medaliści
| Kategoria wagowa               | Złoty medal       | Srebrny medal   | Brązowy medal                   |
| Waga papierowa (-48 kg)        | Beibis Mendoza    | Yang Xiangzhong | Geovany Baca                    |
| Waga musza (-51 kg)            | Martín Castillo   | Miguel Cogollo  | Luis Beltram Kwang-Ho Lee       |
| Waga kogucia (-54 kg)          | Marcos Verbel     | Jung-Pil Park   | Mike Seva Cristobal Villareal   |
| Waga piórkowa (-57 kg)         | Ariel Herrera     | Jhon Utukana    |                                 |
| Waga lekka (-60 kg)            | Casey Patton      | Dairo Esalas    | Niusila Seiuli Paul Francis Nai |
| Waga lekkopółśrednia (-63,5kg) | Newton Villarreal | Jose Luis Cruz  | Francisco Compos Ian Wulf       |
| Waga półśrednia (-67 kg)       | Diego Castillo    | Ale Tavita      | Francisco Casares               |
| Waga lekkośrednia (-71 kg)     | Fao Maselino      | Angel Valencia  | Nick Farrell Luis Robles        |
| Waga średnia (-75 kg)          | Bob Gasio         | Elias Diaz      | Giovanni Brenes                 |
| Waga półciężka (-81 kg)        | Jesus Mosquera    | Ricardo Araneda | Wally Jiménez Pierre Bouchard   |
| Waga ciężka (-91 kg)           | Luis Pemberty     | Wayne Jackson   |                                 |